# 断裁
断裁（だんさい）
1. 印刷・製本の加工工程の一つで、印刷された紙や白紙を断裁機で切る作業のこと。
2. 出版流通の過程で取次から返品された本や雑誌を廃棄処分すること。断裁処理。
3. 不要な書類などを切断して破棄すること。近年はプライバシー保護や情報漏洩防止のため、シュレッダーなどでより細かく破砕することから細断という表現を使う場合がある。

## 印刷・製本の加工工程

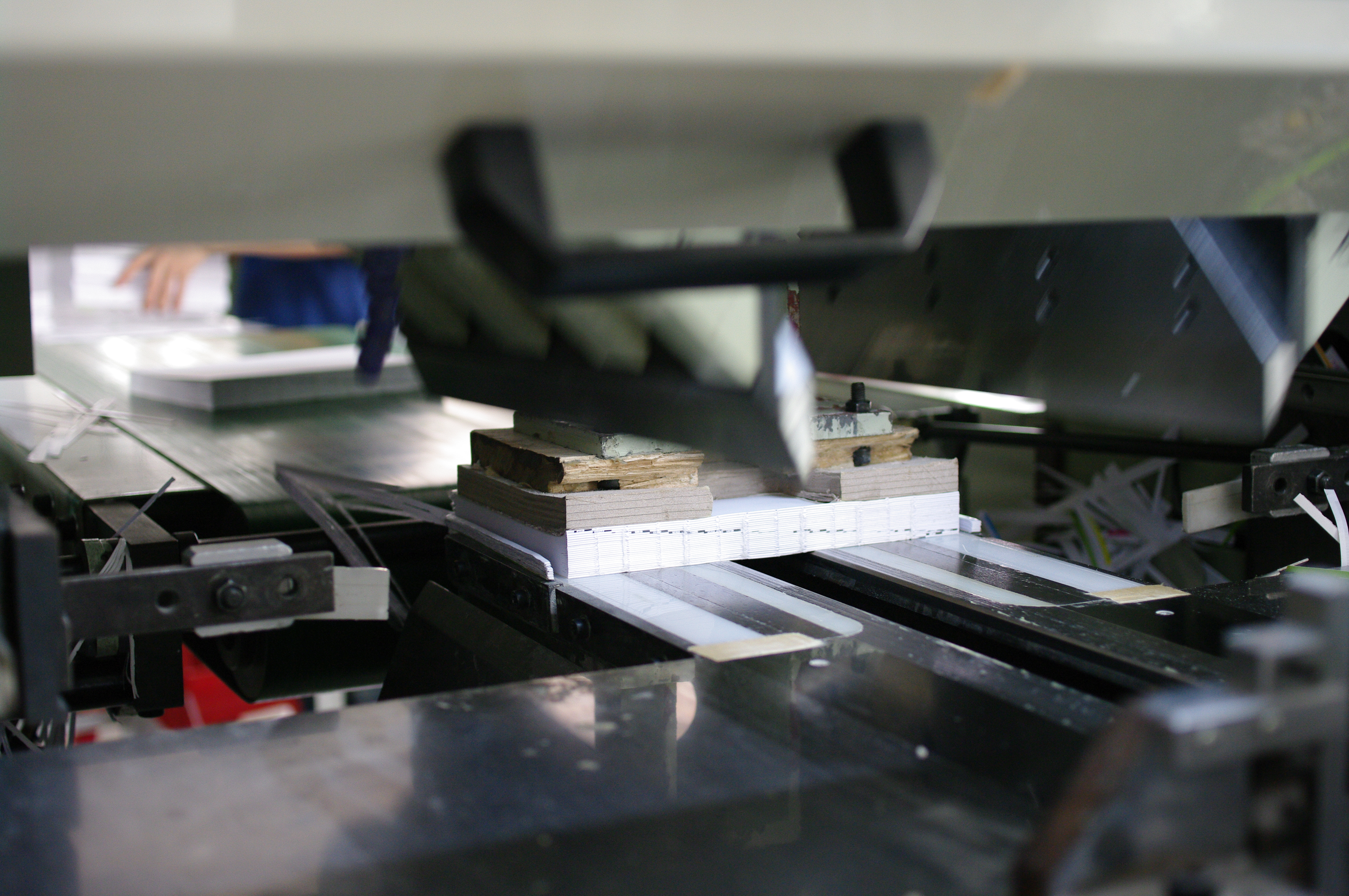

同じ意味の言葉に「裁断」があり、特に型に合わせて布・紙・革などを切る場合に用いられる。 印刷・製本の事業所、断裁機メーカーによっては裁断・裁断機という表現を用いる。
印刷の段階では、刷り上がった印刷物にある角トンボなどを目印に、規格や指定仕様の寸法に断裁することを化粧断ちあるいは化粧断裁と呼ぶ。
製本の段階では、 印刷を終えた際に不要な部分を一旦断裁しておいてから折丁をつくり、丁合の作業を経て綴じ工程に至る。その後に本の断面を揃えるために再び断裁することを化粧断ちと呼ぶほか、綴じた背の部分を残して三方を断裁することから三方断裁とも呼ばれる。
製本業者が使う業務用の断裁機は、紙を重ねた高さで10〜15cm前後迄、0.1mm〜0.01mmの精度で断つことができる。

## 出版流通の過程
本や雑誌の流通は出版社からの委託販売制を採用している場合が多く、出版社が取次に出荷し、取次から全国の書店などに配送（配本）されるが、一定期間を過ぎても売れ残った本は取次を経由して出版社に返品（返本）される。この返品された本や雑誌を出版社の判断で廃棄処分とするにあたり、再度流通しないように断裁（切り落とし）する。
断裁処理については、取次の集積所で当該出版社の担当者が立ち会いのもと行われる。出版社の担当者によって伝票と返品数を確認の後に、廃棄処分とするものについては、集積所内にある処理施設のベルトコンベアーに乗せられて回転式の高速カッターで切り落とされ、古紙などの引き取り業者によって運び出される。出版社ではこれら一連の処理工程に立ち会うことを「断裁の立ち会い」と呼ぶことがある。